# خليل الرميثي
خليل الرميثي (30 ديسمبر 1979-) ممثل بحريني، وقد مثل العديد من الأدوار الكوميدية والدرامية في العديد من المسلسلات.

## أعماله[3]

### المسلسلات
- 1999: غناوي المرتاحين.عدة شخصيات
- 2000: نيران.
- 2005: دروب.يعقوب
- 2006: قيود الزمن.
- 2009: سوالف طفاش.جسوم
- 2010: سوالف طفاش 2.جسوم
- 2013: لولو مرجان 2.ممدوح
- 2013: برايحنا.
- 2014: أهل الدار.
- 2015: سوالف طفاش 3.جسوم
- 2018: حارة الأصحاب.
- 2018: بطران عايش يومه.مفلح
- 2020:حكايات ابن الحداد.كشحان
- 2021 :بنات مسعود. سعيد ماردونا
- 2022 :ساعي البريد.

### المسرحيات
- 2009: وناسة.
- 2015: بشويش.
- 2015: صباغين.
- 2016: الصياد والقراصنة.

### الأفلام
- 2016: سوالف طفاش: جزيرة الهلامايا.
- 2017: طفاش والأربعين حرامي.
- 2018: طربال رايح جاي.

## روابط خارجية
خليل الرميثي على موقع قاعدة بيانات الأفلام العربية